# Interestatal 10

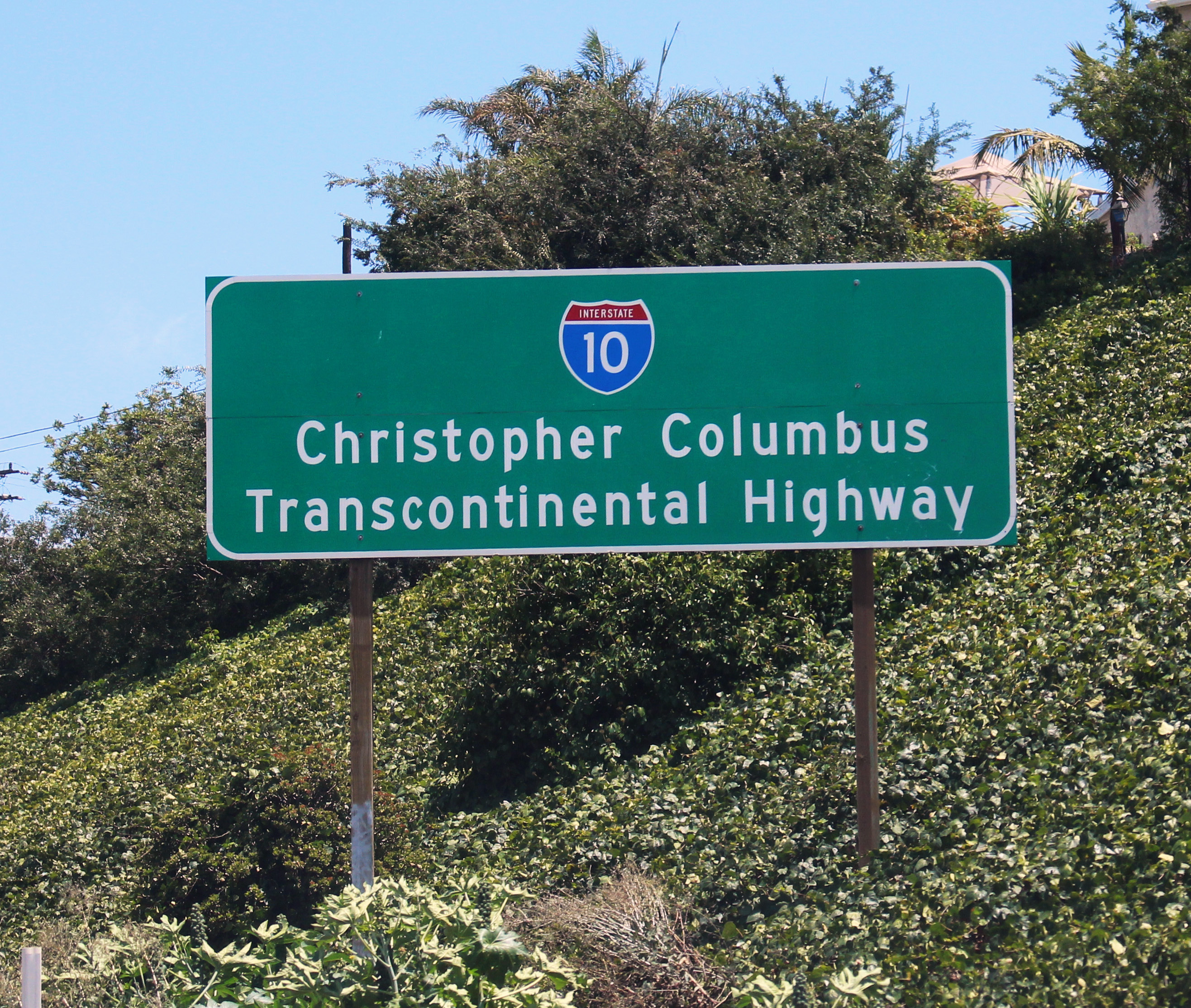
Señal en la I-10 en Santa Mónica de la autopista transcontinental Cristóbal Colón

La Interestatal 10 (abreviada I-10) es la autopista del Sistema Interestatal de trazado este-oeste (costa a costa) más al sur de los Estados Unidos. Comienza cerca del océano Pacífico en la Ruta Estatal de California 1 en Santa Mónica, California y recorre 2460 km hasta la Interestatal 95 en Jacksonville, Florida. La autopista conecta a grandes metrópolis como Los Ángeles, Phoenix, Houston y Nueva Orleans.

## Largo de la ruta
| Estados Unidos |              |  |  |
| Km.            | Estado       |  |  |
|                |              |  |  |
| 390.33         | California   |  |  |
| 631.39         | Arizona      |  |  |
| 264.37         | Nuevo México |  |  |
| 1418           | Texas        |  |  |
| 441.64         | Luisiana     |  |  |
| 124.23         | Misisipi     |  |  |
| 106.72         | Alabama      |  |  |
| 583            | Florida      |  |  |
|                |              |  |  |
| 3959           | Total        |  |  |

## Ciudades principales
Las principales ciudades por los que pasa la carretera son:
California
- Santa Mónica
- Los Ángeles
- San Bernardino
- Riverside
- Indio
- Blythe

Arizona y Nuevo México
- Phoenix
- Tucson
- Lordsburg
- Deming
- Las Cruces

Texas
- El Paso
- Van Horn
- San Antonio
- Houston
- Beaumont

Luisiana
- Lake Charles
- Lafayette
- Baton Rouge
- Nueva Orleans
- Slidell

Misisipí y Alabama
- Bay St. Louis
- Gulfport
- Biloxi
- Pascagoula

- Mobile

Florida
- Pensacola
- Tallahassee
- Lake City
- Jacksonville

## Mayores cruces
Los cruces de estas carretera son:
- Interestatal 405 en Oeste de Los Ángeles, California
- Interestatal 110 al suroeste de Downtown Los Angeles, California
- Interestatal 5 en el East Los Angeles Interchange en Los Ángeles, California
- Interestatal 710 en East Los Angeles, California
- Interestatal 605 en El Monte/Baldwin Park, California
- Interestatal 15 en Ontario, California
- Interestatal 215 en San Bernardino, California
- Interestatal 17 en Phoenix, Arizona
- Interestatal 8 en Casa Grande, Arizona
- Interestatal 19 en Tucson, Arizona
- Interestatal 25 en Las Cruces, Nuevo México
- Interestatal 20 cerca de Kent, Texas
- Interestatal 410 en San Antonio, Texas (dos veces)
- Interestatal 35 y Interestatal 37 en San Antonio, Texas
- Interestatal 45 y Interestatal 69 en Houston, Texas
- Interestatal 610 en Houston, Texas (dos veces)
- Interestatal 210 en Lake Charles, Luisiana (dos veces)
- Interestatal 49 en Lafayette, Luisiana
- Interestatal 110 y Interestatal 12 en Baton Rouge, Luisiana
- Interestatal 55 en Laplace, Luisiana
- Interestatal 310 cerca Kenner, Luisiana
- Interestatal 610 (dos veces) y Interestatal 510 en Nueva Orleans, Luisiana
- Interestatal 12 y Interestatal 59 en Slidell, Luisiana
- Interestatal 110 en Biloxi, Misisipi
- Interestatal 65 en Mobile, Alabama
- Interestatal 110 en Pensacola, Florida
- Interestatal 75 en Lake City, Florida
- Interestatal 295 y Interestatal 95 en Jacksonville, Florida